# برنیس بیکر میراکل
برنیس اینز گلادیس میراکل (به انگلیسی: Berniece Inez Gladys Miracle، با زادنام بیکر؛ ۳۰ ژوئیهٔ ۱۹۱۹ – ۲۵ مهٔ ۲۰۱۴) نویسندهٔ آمریکایی بود. او برای نوشتن کتابی خاطرات به نام خواهرم مریلین (۱۹۹۴) دربارهٔ خواهر ناتنی‌اش، بازیگر مریلین مونرو سرشناس است.